# ФК Оцелул
ФК Оцѐлул (на румънски: F.C. Oţelul, в превод ФК „Стомана“) е футболен клуб от град Галац, Румъния. Той е спонсориран от „Арселор Митал Галац“. Шампион на Румъния от сезон 2010 – 11.

## История
Отборът е основан през 1964 г.

## Успехи
„Оцелул“ е скромен клуб и няма особени успехи до 2011 г., когато изненадващо става шампион на страната. За своите 23 участия в елитната Лига I има спечелени 3 пъти 4-ти места за сезоните 1987 – 88, 1996 – 97 и 1997 – 98.
През сезон 2003/04 отборът играе единствения си финал от турнира за Купата на Румъния, загубен от „Динамо“ Букурещ с 0:2.
- Купа на Румъния: 
  -  Финалист (2): 2003/04, 2023/24

## Срещи с български отбори
„Оцелул“ се е срещал с български отбори в приятелски срещи.

### „Лудогорец“
С „Лудогорец“ се е срещал един път в приятелски мач на 7 февруари 2013 г. в испанския курортен град Марбеля като срещата завършва 1 – 0 за „Оцелул“ .

## Известни бивши футболисти
- Богдан Стеля
- Флорин Чернат

## Български футболисти
- Живко Желев: 2007/10 (73 мача - 7 гола)
- Стоян Колев: 2008/10 (58 мача - 0 гола)
- Илия Димитров: 2023/24 (3 мача - 0 гола)
- Милен Желев: 2023-... (41 мача - 0 гола...)

## Бивши треньори
- Мариус Лъкътуш
- Илие Думитреску
- Михай Стойкица
- Петре Григораш